# پارک کیونگ سو
پارک کیونگ سو (انگلیسی: Park Kyung-soo؛ زادهٔ ۲۵ ژانویهٔ ۱۹۶۹) فیلم‌نامه‌نویس اهل کره جنوبی است.